# Lagos de Monticolo
Los lagos de Monticolo (en italiano: Lago di Monticol; en alemán: Montiggler Seen) son dos lagos en el municipio de Eppan en Tirol del Sur, Italia.